# Bro’Sis
Bro’Sis [ˈbɹəʊsɪs] (Kurzwort aus „Brothers and Sisters“, dt. Brüder und Schwestern) war eine deutsche R&B- und Popband, ursprünglich bestehend aus Ross Antony, Hila Bronstein, Shaham Joyce, Faiz Mangat, Indira Weis und Giovanni Zarrella. Die Band ging im Jahr 2001 aus der zweiten deutschen Staffel der von Tresor TV produzierten und von RTL II ausgestrahlten Band-Castingshow Popstars hervor. Sie verkaufte über vier Millionen Tonträger. Nachdem Indira Weis 2003 die Gruppe verlassen hatte, bestand die Band noch bis 2006 und die ehemaligen Mitglieder widmeten sich anschließend ihren Solokarrieren. Die Managerin der Band war Anja Lukaseder.

## Bandgeschichte

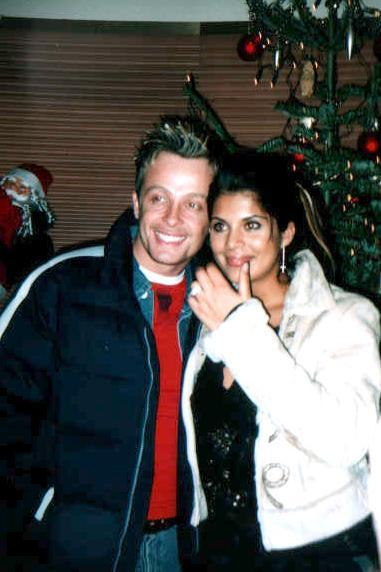
Ross Antony und Indira Weis, Stuttgart 2002

### 2001: Gründung beiPopstars
Im Sommer 2001 startete die zweite Staffel von Popstars, in der diesmal eine R&B-Band gesucht wurde. „Musikalisch hatte ich die Fugees im Kopf. Das zu bewerkstelligen erwies sich als schwer, weil es die amerikanische Hip-Hop-Realität in Deutschland nicht gibt. Wir mussten also ein solches Konzept auf die deutsche Wirklichkeit adaptieren.“, meinte Popstars-Produzent Holger Roost-Macias rückblickend.
Nachdem in der ersten Staffel eine reine Girlgroup gecastet wurde, war dies das erste Mal, dass männliche Bewerber bei Popstars zugelassen wurden. 10.947 Kandidaten erschienen vom 27. Juli bis zum 31. August 2001 zu den Castings in Frankfurt am Main, Köln, Berlin, Stuttgart, Hamburg und München und stellten sich dem Urteil der Jury, die aus dem Choreographen Detlef „D!“ Soost, dem Musikproduzenten Alex Christensen sowie der Sängerin und Radiomoderatorin Noah Sow bestand. Nach verschiedenen Recalls und Re-Recalls entschieden sich die Jurymitglieder und der Vocalcoach Artemis Gounaki in der so genannten „Flughafen-Show“ in Düsseldorf für 33 Kandidaten, die nach Ibiza (Spanien) reisen durften, um dort im Club Punta Arabi in einem zweiwöchigen Workshop in Singen, Tanzen und Fitness ausgebildet zu werden. Am Ende blieben drei weibliche und fünf männliche Kandidaten übrig, die in ein Loft in München einzogen, um dort weiter gemeinsam zu trainieren und Lieder aufzunehmen.
Nachdem RTL II zuvor aufrief Vorschläge für den Bandnamen zu machen, richtete der Sender eine Umfrage für den Namen der Gruppe aus, wobei man in einem Internet-Voting für einen aus drei Vorschlägen – „Bro’Sis (Brothers and Sisters)“, „The Gang“ oder „Nubiz“ stimmen konnte. Die Fernsehzuschauer entschieden sich mehrheitlich für den Bandnamen Bro’Sis. Dieser wurde am 28. Oktober 2001 bekannt gegeben.
In einer Sondersendung am 11. November 2001 verkündeten die Jurymitglieder Soost und Christensen, dass Ross Antony, Hila Bronstein, Shaham Joyce, Faiz Mangat, Verena „Indira“ Weis und Giovanni Zarrella als Bandmitglieder ausgewählt wurden.
Am 13. November 2001 wurde die Band 300 Journalisten im Münchener Club „Stars“ vorgestellt, wo sie die Lieder I Believe, Do You und Gimme Some Lovin’ aufführten.
Am 1. Dezember 2001 hatte das Sextett seinen ersten öffentlichen Auftritt bei The Dome in der Kieler Ostseehalle vor 14.000 Fans. Hier endete die Begleitung der Band durch die Sendung Popstars.

### 2002: Kommerzieller Durchbruch mit dem Debüt-AlbumNever Forget (Where You Come From)
Bro’Sis entwickelte sich aufgrund der ihr zuteil gewordenen Medienpräsenz zunächst ähnlich erfolgreich wie die No Angels. Am 10. Dezember 2001 veröffentlichte Bro’Sis ihre Debüt-Single I Believe in Deutschland, Österreich und der Schweiz. Sie stieg in allen drei Ländern auf Platz 1 in den Charts ein und konnte sich allein in der ersten Woche 800.000 Mal verkaufen. Dies schlug sogar den Erfolg, den die No Angels in der ersten Woche mit ihrer Debüt-Single Daylight in Your Eyes erzielt hatten. In Deutschland bekam die Band dreimal Gold und zweimal Platin für I Believe (1,5 Mio. verkaufte CDs). Damit wurde I Believe zur bisher erfolgreichsten deutschen Newcomerveröffentlichung.
Im Januar 2002 veröffentlichte die Band ihr Debüt-Album Never Forget (Where You Come From), das in Deutschland Platinstatus erreichte und folglich in den nach Verkäufen erstellten Album-Charts des Jahres 2002 auf Platz 11 war. Aufgrund des großen Interesses an der Band brachte Never Forget zwei weitere Top-10-Hits mit der Doppel-A-Single Do You/Peace of Soul (Februar 2002) und Heaven Must Be Missing an Angel (Juni 2002) hervor. Zur Promotion des Albums absolvierten die Bro’Sis-Mitglieder eine kurze Clubtour und traten im Vorprogramm von O-Town auf. Für die RTL-II-Anime-Serie Shin Chan steuerte die Band das Titellied bei.
Nachdem sie im Mai und Juni 2002 mit der Never Forget Tour durch über 20 Städte in Deutschland, Österreich und der Schweiz tourte, erschien noch im Juni Never Forget (Where You Come From) als Limited Tour Edition. Auf der Popkomm stellte die Band ihre vierte Single Hot Temptation vor. Im Oktober 2002 konnte sich die Single auf Platz 4 der deutschen Charts platzieren. Zudem enthielt die Single das Cat-Stevens-Cover In the Cradle. Eine Special Winter Edition des Albums erschien im November desselben Jahres. Die Neuveröffentlichung enthielt neben Hot Temptation die nächste Single The Gift, ein Cover von 98 Degrees. The Gift wurde der erste kommerzielle Fehlschlag der Band, da sich die Single in Deutschland nur auf Platz 16 in den Charts platzieren konnte und in der Schweiz den Einstieg in die Top 100 verfehlte.

### 2003: Trennung von Indira und Fortsetzung der Karriere mit dem zweiten AlbumDays of Our Lives

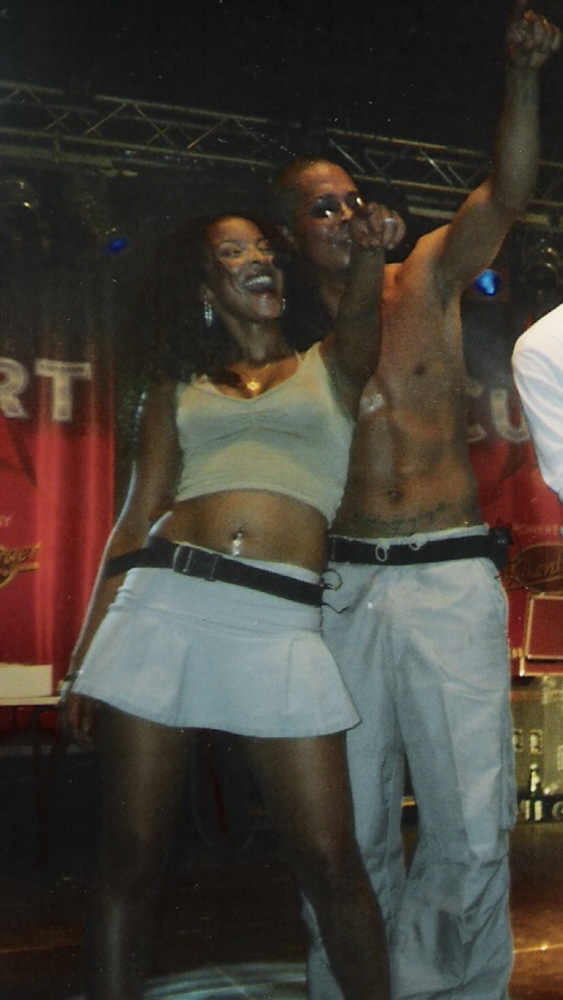
Hila Bronstein und Shaham Joyce live (2003)

Nach einigen Monaten, in denen die Band an Aufnahmen für ihr zweites Album arbeitete, erschien im April 2003 als erste Auskopplung die Doppel-A-Single Oh No/Never Stop. Sie konnte sich weder in Österreich noch in der Schweiz auffallend in den Charts platzieren, bescherte der Band in Deutschland jedoch ihren fünften Top-10-Hit.
Am 9. Mai 2003, fünf Tage vor dem Erscheinen des zweiten Albums, wurde das Ausscheiden von Indira bekannt. Offiziell verließ sie die Band aufgrund musikalischer Differenzen. Dies wurde von Indira bestätigt: „Wir hatten musikalisch einfach unterschiedliche Ansichten. Das wurde bei den Aufnahmen zum zweiten Album ganz deutlich. Ich sah Bro’Sis mehr in der Ecke von I Believe, ein klassisches Poplied, der ja auch unser größter Hit war. Die anderen wollten mehr in die HipHop- und R&B-Ecke. Ich sehe uns einfach nicht als credible (deutsch: glaubwürdige) R&B-Gruppe. Und ich fand es dementsprechend nicht cool, dass die Choreographie darauf ausgerichtet war.“
Der Trennung war ein missglücktes Fernsehinterview mit Stefan Raab vorausgegangen, zu dem Indira nebst ihren Bandkollegen Giovanni Zarrella und Faiz Mangat eingeladen war. Hier äußerte sie sich zu einem von Oliver Geissen moderierten „Madonna-Special“ von RTL, an dem sie als Gast teilgenommen hatte. Sie nannte die Sendung eine „totale Verarsche“ und meinte: „Der Geissen war super schlecht und ich hätte ihm am liebsten nach der Sendung auf die Fresse gehauen.“ Am Tag darauf fand eine Bandsitzung statt. „Ihr Auftritt bei TV total war eigentlich nur der Auslöser dafür, dass wir uns getroffen haben um zu reden. Es war aber keine Krisensitzung, sondern sie selbst hat am nächsten Tag die Band zusammengerufen, um sich bei uns zu entschuldigen. Von da aus hat sich das dann weiter entwickelt. Die Überlegung hing ja schon länger in der Luft. Wir haben immer wieder versucht, einfach weiter zu machen. Aber es ging nicht mehr“, meinte Mangat. Es kam zu einer Abstimmung, bei der drei Mitglieder wollten, dass Indira die Band verlässt, zwei waren dagegen.
Die Bandkollegen warfen Indira schon länger Unzuverlässigkeit und Egoismus vor. Ross Antony berichtet in seiner Biografie The Inside Me über ein Konkurrenzdenken zwischen den weiblichen Mitgliedern. Wegen eines Fotoshootings für die FHM kam es zu einem Streit, weil Indira, nachdem das eigentliche Shooting beendet war, heimlich neue Fotos von sich machen ließ, auf denen sie sich gestylter und lasziver gab. Daraufhin wurde Indira im Magazin auf einer halben Seite abgebildet, während Hila Bronstein nur mit einem kleinen Foto bedacht wurde. Zudem sagte sie einen Termin der Band ab, weil sie sich aufgrund von Zahnschmerzen angeblich einen Weisheitszahn ziehen lassen müsse. Die Band glaubte ihr nicht, als sie zwei Tage später ohne sichtbare Folgen einer Behandlung wieder auftauchte.
Die fünf verbliebenen Bandzugehörigen veröffentlichten am 13. Mai 2003 ihr zweites Album Days of Our Lives, welches nur mittelmäßige Kritiken bekam. Nach der Veröffentlichung startete die Band eine Blitztour, bei der sie in vier Städten in kleineren Hallen die Lieder des zweiten Albums vorstellten. Während in Deutschland das Album auf Platz 10 der Charts einstieg, verfehlte es die Top 30 in Österreich und der Schweiz. Im Juni 2003 erschien die zweite Single V.I.P., welche auf Platz 19 in den deutschen Charts debütierte.

### 2004–2006: Veröffentlichung des dritten AlbumsShowtimeund Auflösung der Band
Nach einer längeren Chartpause kehrte Bro’Sis im November 2003 mit den TV Allstars zurück – einem Weihnachtsprojekt. Zusammen mit verschiedenen Künstlern aus Popstars, Deutschland sucht den Superstar und Star Search nahm sie für einen wohltätigen Zweck eine Coverversion des Charity-Urgesteins Do They Know It’s Christmas? von Band Aid aus dem Jahr 1984 auf und landete damit auf Platz 3 der deutschen Single-Charts. Zudem steuerte sie für das Album der TV Allstars das Lied White Christmas bei. Obwohl auch Indira vertraglich verpflichtet gewesen wäre, an dem Projekt teilzunehmen, sagte sie ihre Teilnahme ab, da sie nicht den Anschein einer „heilen Welt“ erwecken wollte. Mit den TV Allstars bekam Bro’Sis Gold für über 150.000 Singles von Do They Know It’s Christmas? und nochmals Gold für über 100.000 verkaufter Alben von The Ultimate Christmas Album.
Danach tourte Bro’Sis mit den Popstars-Gewinnern Overground und Preluders auf der Popstars-Tour durch verschiedene deutsche Städte und stellte der Öffentlichkeit zum ersten Mal einige Songs aus ihrem dritten Album vor. Mit Overground und den Preluders bildete Bro’Sis auch im März 2004 die Formation Popstars United, die für den zweiten Red Nose Day das Beatles-Cover With a Little Help from My Friends einspielte.

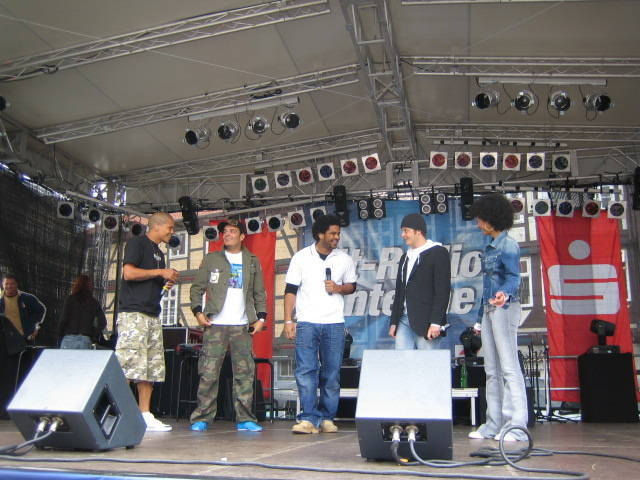
Bro’Sis beim Soundcheck vor dem letzten gemeinsamen Auftritt in Celle (2005)

Am 29. März 2004 erschien als erste Single aus dem dritten Album U Build Me Up. Damit sollte eine neue, internationalere Stilrichtung eingeschlagen werden. Die Single stieg auf Platz 20 in den deutschen Charts ein. Zur Albumveröffentlichung im August 2004 wurde das Lied Make Up Your Mind ausgekoppelt, welches jedoch nicht mehr als Single, sondern nur als Video und Promo-CD veröffentlicht wurde. Showtime verzeichnete mit Platz 24 den niedrigsten Album-Einstieg der Band. Nach drei Wochen fiel das Album aus den Charts. In Österreich und der Schweiz verpasste das Album den Charteinstieg gänzlich.
Aufgrund der enttäuschenden Verkaufszahlen wurde die Zeichentrick-Serie Wiggle It – The Adventures of Bro’Sis, in der die Bandmitglieder von Bro’Sis in 13 Episoden als Geheimagenten die Welt retten, nicht ausgestrahlt. Eigentlich war als Sendetermin auf RTL II Herbst 2004 vorgesehen. Stattdessen liegt die Ausstrahlung der Serie seitdem auf Eis.
Innerhalb der Band verstärkten sich die musikalischen und persönlichen Differenzen. Musikalisch war das dritte Album vor allem stark von Joyce und Mangat geprägt worden und durch den Weggang von Indira zog Hila Bronstein die geballte Aufmerksamkeit auf sich. Antony meinte hierzu: „Hila wurde zum Mittelpunkt unserer Band. Plötzlich hieß es in der Presse: „Hila und ihre Männer. Ich gebe zu: Es ärgerte mich.““ Auch Zarrella bestätigte die negative Stimmung in der Band: „Mit abnehmendem Erfolg wuchs die Unzufriedenheit. Dazu kamen Neid, Missgunst, Vorwürfe. Nach drei Jahren war die Stimmung innerhalb der Band im Keller. Mir wurde vorgeworfen, nicht alles zu geben, was ich für totalen Schwachsinn halte. Wenn ich in den Bühnengraben sprang, um die Fans zu begrüßen, hieß es, ich wäre egoistisch, bräuchte solche Aktionen für mein Ego.“
Ende 2004 lief der Plattenvertrag der Band mit Cheyenne Records aus und wurde nicht verlängert. 2005 absolvierte die Band hauptsächlich Liveauftritte. Man gab sich zudem die Gelegenheit an individuellen Projekten zu arbeiten. Ihren letzten gemeinsamen Auftritt absolvierte die Band im August 2005. Die als „künstlerische Pause“ angekündigte Unterbrechung, die die einzelnen Mitglieder für ihre Soloprojekte nutzen wollten, erwies sich Anfang 2006 als endgültige Trennung. Im Juni 2006 verkündete Giovanni Zarrella schließlich das Aus der Gruppe: „Es gab nie ein offizielles Ende. Unser letzter Auftritt fand im August 2005 statt. Eigentlich wollten wir uns im Januar 2006 noch mal zusammensetzen. Das ist nicht passiert. […] Die Band gibt es nicht mehr. Das Thema Bro’Sis ist Geschichte.“

### Ab 2008: Gescheiterte Comeback-Pläne
Nachdem Ross Antony Anfang des Jahres 2008 die Sendung Ich bin ein Star – Holt mich hier raus! gewann und Giovanni Zarrella mit Wundervoll, dem Titellied der Doku-Soap Jana Ina & Giovanni – Wir sind schwanger, einen Top-10-Hit landen konnte, gab es Pläne zu einem Comeback der Band. Zu den Plänen äußerte sich Zarrella: „Wenn es noch mal was gemeinsam gibt, dann wie ein Knall, ein Album, eine Tour – und das war’s endgültig.“ Die Bandmitglieder trafen sich im November 2008. Bei der Sendung Die ultimative Chartshow schilderte Antony am 21. November 2008 den Verlauf des Treffens: „Bei Bro’Sis wird es kein Comeback geben. Wir haben uns vor zwei Wochen getroffen. Wir haben uns super verstanden und wir sind eigentlich gute Freunde geworden. Und wir haben gesagt nach 4, 5 Jahren lassen wir es mit Erfolg enden und wollen nicht immer weiter versuchen wie viele andere Bands. Unsere Zeit war damals.“

## Stil

### Musik

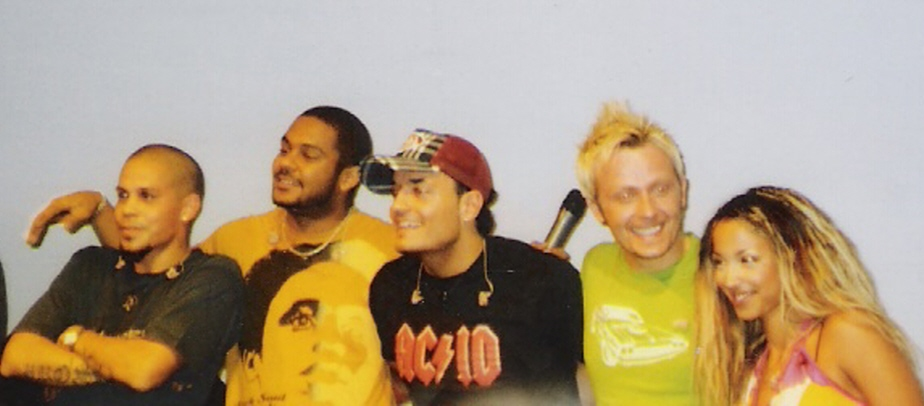
Bro’Sis in Hamburg (2004)

Bro’Sis war eine R&B-HipHop-Pop-Formation. Für die Auswahl der Lieder war bei allen drei Alben der Artist & Repertoire Manager Nik Hafemann zuständig. Dieser suchte nach eigener Aussage „die Stücke, die dem Image der Band gerecht werden und ihre Identität widerspiegeln. Bei den No Angels war das für mich R&B-Pop, bei Bro’Sis R&B-Funk.“
Für das erste Album Never Forget (Where You Come From) zeigten sich neben Alex Christensen weitere deutsche Produzenten wie Toni Cottura, Thorsten Brötzmann, Syndicate Music und Marc Mozart verantwortlich.
Das zweite Album Days of Our Lives blieb musikalisch dem Stil des Debütalbums treu. Es enthält unter anderem das Lied Get Me Some, welches auch von der australischen Boygroup Mercury 4 aufgenommen wurde, die in ihrer Heimat einen Nummer-5-Hit landen konnte.
Mit dem dritten Album Showtime fand eine musikalische Veränderung statt. Es erzielte positive Kritiken, in denen der neue Sound der Band mit dem der frühen Black Eyed Peas verglichen wurde. Geschrieben wurde die erste Single U Build Me Up von Blair Mackichan, Produzent war Fredrik „Fredro“ Odesjo, der schon für Dannii Minogue und Billy Crawford gearbeitet hatte. Das auf dem Album enthaltene Stück Lie About Us wurde später auch als Duett von Avant und Nicole Scherzinger veröffentlicht.

### Texte
Bro’Sis hatte hauptsächlich englischsprachige Texte. Nur zum Lied Attentione steuerte Zarrella italienische Strophen mit bei. Thematisch handeln die Lieder vor allem von Liebe und Partnerschaft sowie von Selbstfindung. Zudem gehören Partylieder zum Repertoire der Band, Hot Temptation beispielsweise. Auch die Band-Mitglieder wirkten an einigen Texten mit. So ist Peace of Soul eine abgeänderte Version des von Indira selbst geschriebenen Liedes Mein Glück, das sie bei Popstars kurz vor der Entscheidung, wer es in die Band schaffen würde, vorstellte. Antony schrieb an der B-Seite Too Good to Be True mit. Während die oben genannten Lieder nur auf den Singles der Band erschienen, waren erst auf dem dritten Album Eigenkompositionen zu hören. Mangats Lied Funk You stellt eine Abrechnung mit der ausgeschiedenen Indira und den Kritikern der Band dar und Wanna Be Free ist das Ergebnis geschlossener Bandarbeit.

## Öffentliche Wahrnehmung

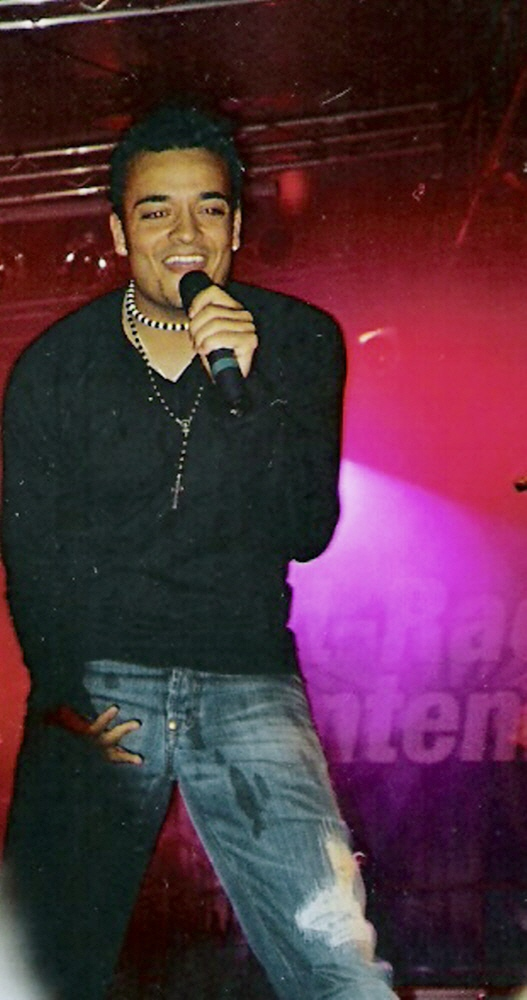
Giovanni Zarrella beim letzten Auftritt von Bro’Sis in Celle

Bro’Sis war eine Gruppe, die zu Beginn stark polarisierte. Während es zum einen dank der Sendung Popstars ein großes öffentliches Interesse an der Band gab, sahen die Kritiker in ihr ein Produkt des Reality-TV-Zeitalters. Diese Situation wird auch durch ein Zitat des Toten-Hosen-Mitglieds Campino kurz nach Veröffentlichung der Debütsingle deutlich: „Es ist pervers, dass diese Bro’Sis 800.000 Platten in einer Woche verscherbeln. Aber ich möchte nicht darüber jammern, die Leute da draußen kriegen, was sie verdienen.“
Bei der Gründung wurde Wert darauf gelegt, dass sich die Band musikalisch und imagemäßig von den No Angels, den Siegern der ersten Staffel, unterscheidet. Während sich die No Angels glamourös gaben, wollte man für Bro’Sis, laut einem Zitat des Jury-Mitglieds Detlef „D!“ Soost, einen „roughen Street-Style“. Um der Zielgruppe, die vorwiegend aus jungen Mädchen bestand, ein hohes Identifikationspotenzial mit der Band zu bieten, wurde sie mit unterschiedlichen Identifikationsfiguren besetzt. So galt Indira als die humorvolle Halbinderin, Ross Antony als der einfühlsame Brite, Shaham Joyce als der coole Rapper, Faiz Mangat als der Clown, Giovanni Zarrella als der italienische Mädchenschwarm und Hila Bronstein als das israelische Küken der Band.
Doch die Glaubwürdigkeit des Bandimages wurde wegen der überwiegenden Popeinflüsse und der Kommerzialität der Band in Frage gestellt. „Es ist Popmusik, und wir stehen dazu. Wir haben ja nie gesagt, dass wir die Hardcore-R&B-Ghetto-Band sind. Wir stehen auch dazu, in den Charts zu stehen und bekennen uns zu einer – ja: – gewissen Kommerzialität. Und für 'I Believe' müssen wir nicht zwischen brennenden Mülltonnen rumlungern, damit der Song credibel rüberkommt. Er hat eine sehr einfache Message, wir sagen ja nicht 'Leute, wacht auf!' oder so etwas.“ erklärte Indira das anfängliche Image der Band. Auch das öffentliche Bild der Bandmitglieder wurde dem einheitlichen Gruppenbild angepasst. So verschwieg man am Anfang die Homosexualität von Ross Antony und sein Alter wurde drei Jahre jünger angegeben, damit Hila Bronstein und er nicht so weit auseinander liegen. Um das Image als „rüpeliger Rapper“ nicht zu gefährden, wurde Shaham Joyce, als er eine Beziehung einging, vom Management um Diskretion gebeten, da seine Partnerin keine bekannte Persönlichkeit war.
Die Band stand zudem im direkten Vergleich zu den No Angels, an deren konstanten Erfolg Bro’Sis nicht anzuknüpfen vermochte. Dieses gelang höchstens bis 2002, als die Band mehrere Top-10-Platzierungen in den deutschen Hitparaden erreichte und wichtige Musikpreise gewann. Als Deutschland sucht den Superstar 2003 zum Massenphänomen wurde und alle großen Sender begannen, nach Gesangstalenten zu suchen, ließ auch der Erfolg von Bro’Sis spürbar nach. Ihr zweites Album Days of Our Lives hielt sich nur sechs Wochen in den deutschen Albumcharts und ihre Single V.I.P., die erste Single nach der Trennung von Indira, stieg zwar in Deutschland auf Platz 19 ein, blieb jedoch in den österreichischen und Schweizer Charts außen vor.
Nach den Misserfolgen beschloss die Band, ihre Identität neu auszurichten. Sie wollte nun als glaubwürdige R&B-HipHop-Pop-Formation verstanden werden und mit dem Album eine Weiterentwicklung beweisen. Dies sollte durch eine erwachsenere und stärker R&B-lastige Musik geschehen. Auch präsentierten die Bandmitglieder sich erstmals als Songwriter. „Wir wollten die Vergangenheit weitgehend hinter uns lassen und neu starten, uns quasi neu erfinden.“, erläuterte Faiz Mangat die gesteckten Ziele für das dritte Album Showtime. Auch Hila Bronstein gab sich euphorisch: „Mit dieser Platte werden wir uns freikämpfen und unseren eigentlichen musikalischen Stil zu hundert Prozent durchsetzen. Unser Hauptziel ist es, dass die Leute uns anerkennen für das, was wir eigentlich sind.“ Eigener Anspruch und Kritikerwohlwollen standen jedoch in Kontrast zu den Verkaufszahlen, was faktisch gesehen das Ende der Band besiegelte.

## Diskografie
Studioalben

| Jahr | Titel Musiklabel                                          | Höchstplatzierung, Gesamtwochen, AuszeichnungChartplatzierungen (Jahr, Titel, Musiklabel, Platzierungen, Wochen, Auszeichnungen, Anmerkungen) | Höchstplatzierung, Gesamtwochen, AuszeichnungChartplatzierungen (Jahr, Titel, Musiklabel, Platzierungen, Wochen, Auszeichnungen, Anmerkungen) | Höchstplatzierung, Gesamtwochen, AuszeichnungChartplatzierungen (Jahr, Titel, Musiklabel, Platzierungen, Wochen, Auszeichnungen, Anmerkungen) | Anmerkungen                                               |
| Jahr | Titel Musiklabel                                          | DE | AT | CH | Anmerkungen                                               |
| ---- | --------------------------------------------------------- | --- | --- | --- | --------------------------------------------------------- |
| 2002 | Never Forget (Where You Come From) Cheyenne Records (UMG) | DE1 ×2Doppelplatin · (39 Wo.)DE | AT1 Gold · (19 Wo.)AT | CH6 Gold · (13 Wo.)CH | Erstveröffentlichung: 28. Januar 2002 Verkäufe: + 640.000 |
| 2003 | Days of Our Lives Cheyenne Records (UMG)                  | DE10 (6 Wo.)DE | AT37 (4 Wo.)AT | CH39 (5 Wo.)CH | Erstveröffentlichung: 12. Mai 2003                        |
| 2004 | Showtime Cheyenne Records (UMG)                           | DE24 (3 Wo.)DE | — | — | Erstveröffentlichung: 30. August 2004                     |

## Auszeichnungen

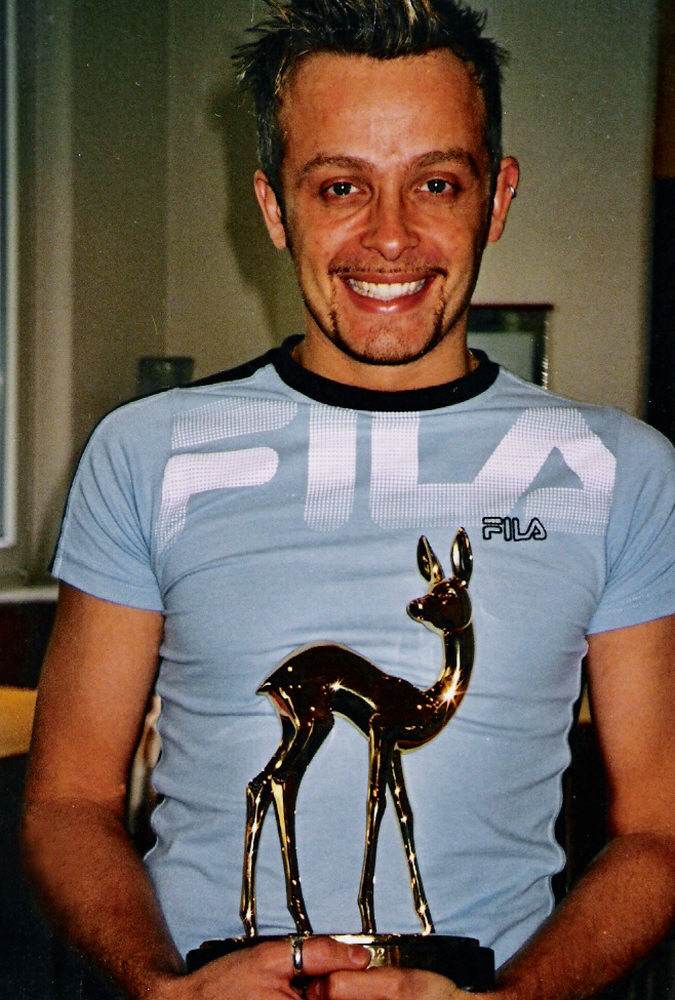
Ross Antony mit dem Bambi (2002)

### 2001
- Goldener Pinguin: Newcomer des Jahres

### 2002
- Bravo Otto (Gold): Shooting Star Act
- Radio SAW „Mega Ei“ Award Platz 1 & 2 der Hörercharts
- Goldene Europa Newcomer des Jahres
- Comet: Newcomer National (Zuschauerpreis)
- Bambi: Best Pop National
- Top of the Pops Award (Deutschland) Best Newcomer Germany
- Top of the Pops Award (Litauen) Best Newcomer Germany